# 石昱
石昱（?—?），又名石翌，任振武防御使，是石紹雍的父親，后晋建立者石敬瑭的祖父。
936年，石敬瑭登位後，他被尊為皇帝，廟號睿祖，諡號孝平皇帝，皇陵稱康陵。妻米氏，追谥孝平献皇后。

## 兒子
1. 石紹雍
2. 石萬友
3. 石萬銓